# Списак градова Ханзе
Ханза (Ханзеатски савез или Ханзеатска лига) представља савез трговачких цехова, који је успоставио и одржавао трговачки монопол на Балтичком мору и већини северне Европе између  и  века.

Чланови Ханзеатске лиге су били:

#### Померанија и Вендско подручје
- Либек (главни град)
- Хамбург
- Линебург
- Росток
- Штате
- Штетин (Шћећин)
- Штралсунд
- Визмар
- Кил

#### Саксонија, Тирингија, Бранденбург
- Брунсвиг (Брауншвајг, главни град)
- Берлин
- Бранденбург
- Бремен
- Ерфурт
- Франкфурт на Одри
- Гослар
- Магдебург (главни град)

#### Пољска, Пруска, Ливонија, Шведска
- Данциг (Гдањск, главни град)
- Бреслау (Вроцлав)
- Дорпат (Тарту)
- Фелин (Виљанди)
- Елбинг
- Кенигсберг (Калињинград)
- Ревел (Талин)
- Рига
- Стокхолм
- Торн (Торуњ)
- Висби
- Краков

#### Рајна, Вестфалија, Холандија
- Келн (главни град)
- Роермонд
- Девентер
- Дортмунд
- Брекерфелд
- Гронинген
- Кампен
- Оснабрик
- Соест

#### Главна продајна седишта „конторе“
- Берген
- Бриж
- Лондон
- Велики Новгород

#### Мање важна „котора“
- Антверпен
- Бостон, Линколншир
- Дам
- Единбург
- Хал
- Ипсвич
- Кингс Лин
- Каунас
- Њукасл
- Полоцк
- Псков
- Јорк

### Други градови са Ханза удружењима
- Анклам
- Арнем
- Болсвард
- Бранденбург
- Венден
- Кулм
- Доесбург
- Дисбург
- Ајнбек
- Гетинген
- Грајфсвалд
- Голдинген
- Хале
- Харлинген
- Хановер
- Херфорд
- Хилдесхајм
- Хинделопен
- Калмар
- Кокенхусен
- Лемго
- Мерзебург
- Минден
- Минстер
- Нарва
- Најмеген
- Падерборн
- Перну
- Перлеберг
- Кведлинбург
- Салцведел
- Смоленск
- Старград
- Стендал
- Турку
- Твер
- Волмар
- Везел
- Виборг
- Виндау
- Цутфен
- Зволе